# Функе, Отто
Отто Функе (нем. Otto Funke; 1828—1879) — немецкий физиолог.

## Биография
Отто Функе родился 27 октября 1828 года в саксонском городе Хемнице. С 1846 по 1851 год изучал медицину в Лейпцигском университете, где с 1852 года стал читать физиологию в качестве приват-доцента. 
В 1854 году Функе был назначен экстраординарным и в 1856 году ординарным профессором физиологической химии в Лейпциге, а в 1860 году перешел ординарным профессором физиологии в Университет Фрейбурга. 
Научные исследования О. Функе касаются всех областей физиологии, в особенности состава крови, всасывания жиров, функции эпителия кишечника, выделения пота, реакции нервов, влияния аммиака на человеческий организм и т. д.; результаты многих этих исследований были опубликованы автором в специальных медицинских журналах. 
Кроме того, Функе издал учебник физиологии («Lehrbuch der Physiologie», 7-е изд. Грюнгагена, 3 тома, Гамбург, 1884—87) и таблицы в виде добавления к учебнику физиологии Леманна, под заглавием «Atlas der physiologischen Chemie» (Лейпциг, 1853; 2-е изд., 1858). Для капитального учебника физиологии Германна Функе обработал статью: «Tastsinn und Gemeingefühle» (Лейпциг, 1880).
Среди его известных учеников был, в частности, Эвальд Геринг.